# Sofía Borzecki
Sofía Borzecki (Galitzia, 22 de enero de 1893-?), conocida también como Sofía Borzeski Rejovitch y otras variantes ortográficas y con el apellido de casada Sofía Mach, fue una mujer judía de nacionalidad austriaca, traductora e intérprete de las Brigadas Internacionales en la Guerra civil. Sufrió la represión franquista en varias prisiones.

## Trayectoria
Nacida en la histórica región de Galitzia (hoy dividida entre Polonia y Ucrania) era de origen judío. Se casó con Laurenz Mach, un cerrajero vienés de ideología comunista. En 1932, se trasladaron durante un tiempo a la Unión Soviética. Del 18 febrero al 16 de junio de 1934, Laurenz Mach estuvo encarcelado en Austria por disturbios. En febrero de 1937, embarcaron en el barco Mar Blanco (de la Naviera Nervión) para participar como voluntarios en la guerra de España junto al Ejército Popular de la República. Sofía Borzecki, que había adoptado el apellido Mach, gracias a su dominio de los idiomas, especialmente ruso y castellano, trabajó como intérprete y traductora para los asesores militares soviéticos y el Servicio Sanitario Internacional. Su marido combatió en el 4.º Batallón de la Brigada Mixta Thälmann.
Durante la batalla de Brunete, Sofía Mach quedó rodeada por el ejército franquista y cayó prisionera. Tras pasar por varios calabozos, ingresó enferma en la cárcel de Talavera de la Reina. El 27 de diciembre de 1937 fue sometida a un Consejo de guerra y condenada a pena de muerte (posteriormente conmutada a 30 años de cárcel). El 25 de febrero de 1938 la trasladaron a la Prisión Central de Saturrarán, donde fue conocida como la rusa. Sus traslados continuaron, así que el 26 de agosto de 1939 fue enviada a la prisión de las Oblatas de Tarragona donde permaneció hasta el 27 de diciembre de 1941, día en que fue trasladada a la Prisión de Les Corts de Barcelona. En esta prisión coincidió con otras presas extranjeras, entre ellas la violinista inglesa Mavis Bacca Dowen, acusada de espionaje, que al salir en libertad, antes de ser expulsada a Inglaterra, la visitó y le procuró ayuda.

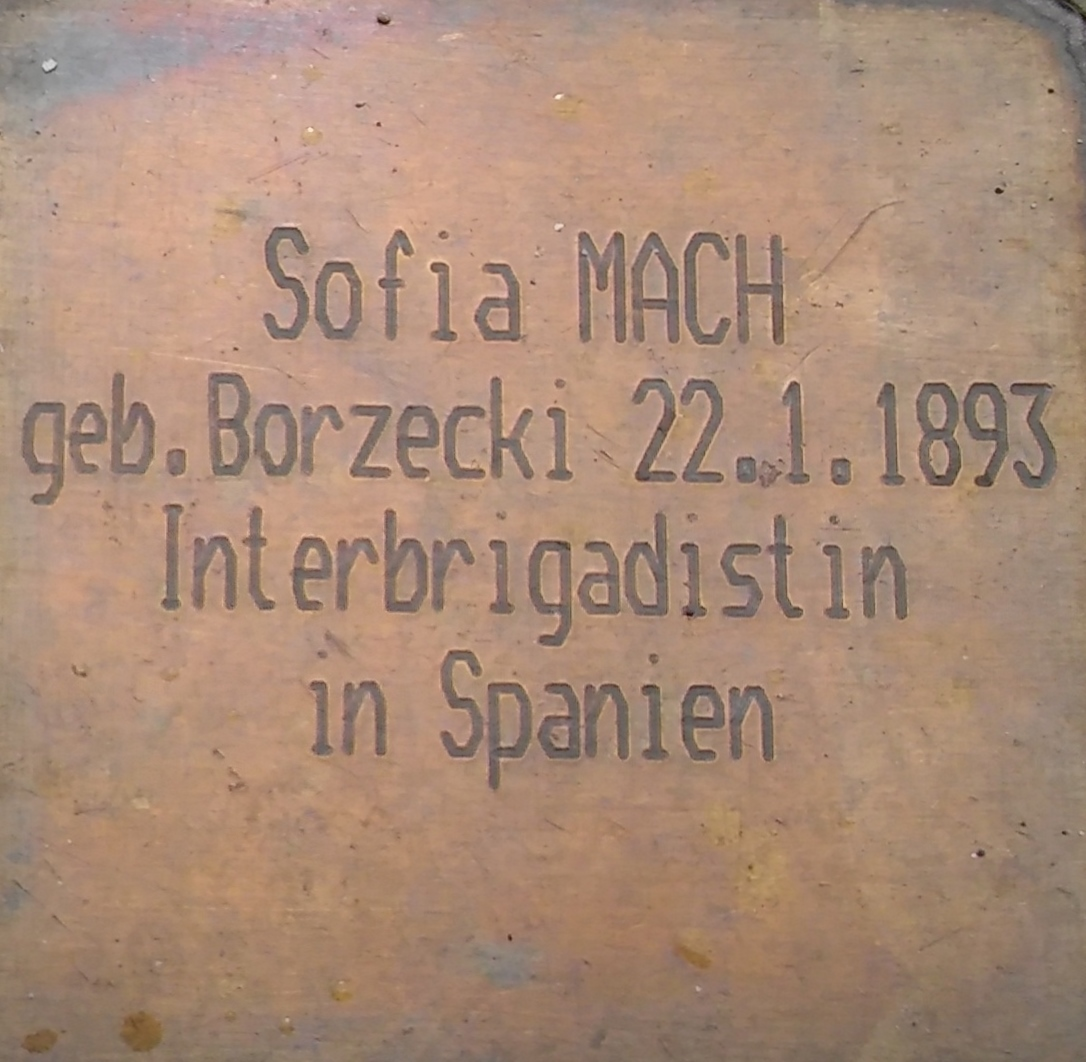
Stolpersteine de Sofía Mach

Laurenz Mach pasó a Francia con la retirada. Estuvo recluido en el campo de Saint-Cyprien y en el campo de Gurs. En 1940, la Gestapo lo detuvo en Aquisgrán y lo trasladaron a Viena. El 8 de febrero de 1941 fue deportado al campo de concentración de Dachau, donde sobrevivió hasta que su liberación el 29 de abril de 1945. Murió en Viena en 1996.
Sofía Borzecki, que había visto reducida su condena a veinte años y un día, salió de la cárcel el 31 de enero de 1944 (según consta en el libro de altas y bajas de la Prisión de Les Corts). Años más tarde, la ex presa Carmen Gómez Aguilar afirmó que Borzecki se había marchado a Francia y había continuado su labor política. Sin embargo, no hay fuentes fiables.